# Lourdes Cecilia Fernández
Lourdes Cecilia Fernández (Buenos Aires, 2 aprile 1981) è una cantante e attrice argentina.

## Biografia

### Popstarse le Bandana
Ha esordito nel mondo del pop nel 2001, quando ha ottenuto la vittoria alla prima edizione argentina del talent show Popstars, che ha portato alla formazione del gruppo delle Bandana. Con le Bandana, Lourdes, è riuscita ad ottenere grandi successi sia in patria che all'estero. Il gruppo ha pubblicato tre album di inediti (Bandana nel 2001, Noche nel 2002, Vivir Intentando nel 2003) e una raccolta live (Hasta Siempre nel 2004). Nel 2003 ha anche recitato nel film Vivir Intentando insieme alle altre componenti del gruppo e si è rivelato anche quest'ultimo un grande successo. Sempre a livello cinematografico, nel 2002 è apparsa nelle fiction Rebelde Way e 1000 millones.

### Carriera da solista
Dopo lo scioglimento del gruppo, avvenuto nel 2004, la cantante incomincia a formare una band per il suo debutto post-bandana. Lourdes debutta nel 2004, quando insieme alla sua band, pubblica attraverso l'etichetta discografica EMI il suo primo album Televisivamente, album che mischia vari generi, tra cui: electropop, reggae e ska. L'album si rivela un successo, così come il primo singolo (intitolato anch'esso Televisivamente) che riesce a raggiungere la #4 nella classifica argentina. Lourdes incomincia una massiccia promozione per l'album apparendo in varie riviste e programmi televisivi. Nel 2005 estrae dall'album anche altri due singoli: Tengo que volver e Hi Hi Hit (Cenizas en el mar). Lo stesso anno ottiene ben 4 nomine come miglior nuova artista, miglior album e artista rivelazione e ne ottiene una quinta nel 2006 come miglior artista femminile.
Nel 2007 Lourdes ritorna con un nuovo album. De otro mundo. Anche questo secondo album si rivela un grande successo, così come i due singoli estratti: De otro mundo e Yo te hacía bien, che raggiungono entrambi la #1 in patria. Nel 2008 Lourdes riappare con le Bandana nel programma di Susana Giménez.
Nel 2010 apre un bar (Cultura Urbana) a Ramos Mejía e nel gennaio 2011 presenta il primo singolo estratto dal terzo album: Aire. Sempre nel 2011 partecipa al videoclip musicale del singolo Un Golpe Mas della rockband argentina Estrella India.
Successivamente pubblica il terzo album El orden del caos, il primo dell'artista ad essere stato pubblicato indipendentemente. Questo album inoltre, a differenza dei precedenti, viene pubblicato col nome d'arte stilizzato di Lowrdez.
Nel 2012 prende parte al progetto musicale ¡UPS! United PopStars con cui pubblica il singolo Soy un popstar, versione spagnola del celebre tormentone Gangnam Style.
In contemporanea continua la promozione del suo terzo disco, pubblicando nel 2013 un altro singolo: Todo Vuelve.

## Discografia

### Da solista
Album in studio
- 2004] - Televisivamente
- 2007 - De otro mundo
- 2011 - El orden del caos

Singoli
- 2004 - Televisivamente
- 2005 - Tengo que volver
- 2005 - Hi Hi Hit (Cenizas en el mar)
- 2007 - De otro mundo
- 2007 - Yo te hacía bien
- 2011 - Aire
- 2013 - Todo vuelve

### Con gli ¡UPS! United PopStars
- 2012 - Soy un popstar